# Mehmet Akif Alakurt
Mehmet Akif Alakurt (Ordu, 23 de julho de 1979) é um ator e modelo turco.

## Vital
Mehmet Akif Alakurt nasceu em 23 de julho de 1979 em Ordu. Depois de concluir o ensino fundamental e médio em Istambul, ela começou a modelar entrando na agência de Neşe Erberk com a ajuda de sua mãe. Ao vencer o concurso de Melhor Modelo da Turquia em 2001, ela teve o direito de representar a Turquia na arena internacional. Ele criou uma enorme base de fãs com seu papel como Maraz Ali na série Adanalı, que começou a ser exibida em novembro de 2008. Ele parou de atuar em 2015 e se estabeleceu no Brasil. Mais tarde, instalou-se numa quinta e passou a viver com os seus cães. Ele anunciou que não voltará a atuar em 2020.

## Filmografia
| Televisão | Televisão     | Televisão          | Televisão           |
| Ano       | Título        | Papel              | Notas               |
| --------- | ------------- | ------------------ | ------------------- |
| 2003      | Kırık Ayna    | Ali Kirman Koçoğlu | 22 episódios (1–22) |
| 2004      | Metro Palas   | Ural               | 3 episódios (1–3)   |
| 2005      | Zeytin Dalı   | Kenan              | 27 episódios (1–27) |
| 2006      | Hacı          | Ahmet Gesili       | 22 episódios (1–22) |
| 2006–2008 | Sıla          | Boran Genco        | 79 episódios (1–79) |
| 2008–2010 | Adanalı       | Ali Gökdeniz       | 79 episódios (1–79) |
| 2008      | Beyaz Show    | Ele mesmo          | Convidado           |
| 2009      | Star Haber    | Ele mesmo          | Convidado           |
| 2009      | Bahar Dalları |                    | 1 episódio (9)      |
| 2011      | Reis          | Murat              | 9 episódios (1–9)   |
| 2013      | Fatih         | II. Mehmed         | 5 episódios (1–5)   |
| 2014      | Emanet        | Fırat              | 13 episódios (1–13) |